# Aleksandar Bjelica
Aleksandar Bjelica (cyr. Александар Бјелица; ur. 7 stycznia 1994 we Vrbasie) – serbski piłkarz występujący na pozycji lewego obrońcy w klubie Korona Kielce.

## Kariera
W piłce seniorskiej zadebiutował w klubie FC Utrecht. Następnie został wypożyczony do Sparty i rozegrał tam tylko pięć spotkań. W 2015 roku zmienił klub na PEC Zwolle. Tam rozegrał zaledwie trzy spotkania. W 2015 roku zmienił klub na Helmond Sport. Tam rozegrał już 17 spotkań, w których zdobył pięć bramek.
Solidną postawą w barwach Helmond Sport, Bjelica zapracował sobie na transfer do KV Mechelen. Belgijski klub musiał zapłacić za niego 100 tysięcy euro. Tam przez półtora roku rozegrał 39 spotkań, w których zdobył trzy gole. Bjelica nie chciał jednak zostać na dłużej w KV Mechelen więc robił wszystko co mógł aby belgijski klub się go pozbył. Zaledwie pięć dni przed zakończeniem okna transferowego serbski obrońca przeszedł do klubu K.V. Oostende za 500 tysięcy euro.
Bjelica był podstawowym zawodnikiem klubu jednak po zmianie trenera został odsunięty od zespołu. Oficjalnym powodem tego była kontuzja pachwiny jednak dziennikarze dużo w tym czasie pisali o jego konflikcie z trenerem Gertem Verheyenem. W transferowym oknie zimowym przeszedł do Korony Kielce.
Aleksandar Bjelica zagrał tylko w dwóch spotkaniach serbskiej drużyny do 21 lat.